# Feliks Jabłczyński
Feliks Jabłczyński (ur. 20 września 1865 w Warszawie, zm. 30 marca 1928 tamże) – polski chemik, grafik, malarz i pisarz.

## Życiorys
Studiował w Dorpacie. Był członkiem stowarzyszenia „Sztuka”. Pisał nowele i powieści, które charakteryzowały się dekompozycją, chaotycznością. Czasami jego twórczość przypomina metodę tzw. strumienia świadomości. Poruszał problemy egzystencjalne.
Zajmował się malarstwem. W 1891 wystawił pierwszy w Polsce obraz symboliczny (Śpiąca królewna). Był uzdolniony muzycznie. W 1893 Podróżował z Józefem Pankiewiczem do Włoch północnych. W latach 1902–1903 wybrał się w tamte strony po raz drugi. Grafiką zainteresował się w 1907 roku, kiedy to Hieronim Wilder zamówił u niego exlibris. Zakaz posiadania prasy drukarskiej zmusił go do poszukiwań własnych metod tworzenia odbitek. Artysta zaczął używać ceraty i tektury jako formy drukowej oraz wyżymaczki jako prasy dochodząc do wynalezienia ceratorytu i ziarnorytu (tektura posypana piaskiem utwardzonym kitem pomysłu Jabłczyńskiego). W swoich pracach przedstawiał głównie architekturę włoską i polską, szczególnie zaś lubił uwieczniać Warszawę. Nie były to tradycyjnie widoki miasta, ale przesycone tajemniczą aurą przedstawienia wypełnione elementami fantastyki.
Lata 1909–1911 artysta spędził w Paryżu, gdzie kontynuował twórczość graficzną. Opatentował także nowy rodzaj pasteli z dodatkiem wazeliny. Po krótkiej wizycie w Warszawie wrócił do Paryża, gdzie mieszkał do 1913 roku. Później przeniósł się na stałe do Warszawy.

## Twórczość literacka
- 1905 – Romans
- 1906 – Półromans
- 1913 – U stóp Partenonu
- 1917 – Książę Buonatesta
- Około śmierci